# Монтанизм
Монтани́зм (греч. Μοντανισμός) — религиозное движение (течение) II века, ересь с точки зрения господствующей формы христианства.
Движение названо в честь своего основоположника — Монтана. Течение возникло после того, как бывший языческий жрец Монтан из Фригии (на границе с Мизией), обратившись в христианство (около 156 года), не захотел войти в слагавшиеся в то время церковные рамки и стал проповедовать живое духовное общение с Божеством, свободное от иерархии и обрядов и проявляющееся в индивидуальных харизмах, то есть особых дарах Святого Духа, преимущественно в пророческом даре. Последователи Монтана, между которыми выделялись особенно две пророчицы, Приска (или Присцилла) и Максимилла, признали своего учителя за Параклета (Духа-Утешителя), обещанного в Евангелии от Иоанна. Движение распространилось из Малой Азии во Фракии; отголоски его достигли Карфагена, Рима и Южной Галлии.
Религиозные идеи монтанизма известны главным образом из книг Тертуллиана, интересовавшегося этим течением.

## Название
У христианских авторов встречаются разные названия этой ереси. В 7 каноне Первого Константинопольского собора еретики названы монтанисты (др.-греч. μοντανιασταί; лат. montanistae) и фриги (др.-греч. φρύγες; лат. phryges), по имени области Фригия, где находился город Пепуза. У Епифания Кипрского в книге Панарион это 48 и 49 ересь. Он приводит следующие названия для данной секты: квинтиллиане (др.-греч. κυϊντιλλιανοί; лат. quitilliani) или прискиллиане (др.-греч. πρισκιλλιανοί), по имени пророчицы — Квинтилла или Прискилла, которая спала в Пепузе, к ней пришёл Христос, и спал с нею в таком виде, как рассказывала она сама; пепузиане (др.-греч. πεπουζιανοί; лат. pepudiani), по имени города Пепуза, который был центром монтанизма; артотириты (др.-греч. ἀρτοτυρῖται от др.-греч. ἄρτος — «хлеб» + др.-греч. τυρὸς — «сыр»), во время евхаристии они прелагали не только хлеб, но и сыр. В книге «О ста ересях вкратце» Иоанна Дамаскина еретики названы катафригасты, катафригийцы (др.-греч. καταφρυγασταὶ от др.-греч. κᾰτά — «в, около» + др.-греч. Φρυγία — «Фригия»), аскодругиты (др.-греч. ἀσκοδρουγγηταὶ) — изменённый вариант названия «таскодругиты».

## История
Ученые спорят о том, когда Монтан впервые начал свою пророческую деятельность, предполагаемые даты варьируются от 135 года до 177 года нашей эры. Монтан был новообращенным, когда он впервые начал «пророчествовать», предположительно во время проконсула Грата в деревне под названием Ардабау в области Мизия; однако ни проконсул ни деревня с такими именами не были идентифицированы. Некоторые источники утверждают, что до своего обращения в христианство Монтан был жрецом Аполлона или Кибелы. Он верил, что был пророком Божьим и что Параклет говорил через него.
Монтан провозгласил города Пепуза и Тимион в западно-центральной Фригии местом Нового Иерусалима, сделав большую — Пепузу — своей резиденцией. Фригия не случайно стала источником этого нового движения. Эллинистическая культура никогда полностью не укоренялась во Фригии, в отличие от многих окружающих восточных областей Римской Империи. Это чувство инаковости, наряду с лёгким доступом к остальной части средиземноморского христианского мира, способствовало распространению монтанизма.
У Монтана было две приближённые женщины, Приска (иногда называемая Присциллой, уменьшительная форма её имени) и Максимилла, которые также претендовали на то, то Святой Дух говорит их устами. Их популярность даже превосходила популярность Монтана. «Трое» говорили в экстатических видениях и призывали своих последователей поститься и молиться, чтобы они могли поделиться этими откровениями. Их последователи утверждали, что они получили пророческий дар от пророков Квадрата и Аммии из Филадельфии, которые, как полагают, были частью линии пророческой преемственности, простирающейся вплоть до Агава (I век нашей эры) и до дочерей Филиппа Благовестника. Со временем течение распространилось из родной для Монтана Фригии по всему христианскому миру, в Африку и в Галлию.

## Учение
Монтанизм, полагая сущность христианства исключительно в религиозном энтузиазме, своим отрицанием всякой иерархической и богослужебной формы сталкивался с Церковью, а своим пренебрежением к умственной стороне религии представлял противоположность гностицизму, с которым, однако, последователи Монтана сходились в том, что настоящими духовными христианами (пневматиками) и «святыми» считали только себя, а большинство обычных верующих христиан признавали за низший род людей — душевных (психиков).
Монтанизм проповедовал крайний аскетизм, категорический запрет повторных браков и стремление к мученичеству во имя Христа — как прямой путь в Царство Небесное.
Пророческий дар у монтанистов выражался в экстатических припадках, а со стороны содержания пророчества сводились главным образом к возвещению скорого второго пришествия Христа, причём фригийское поселение Пепуза объявлялось Новым Иерусалимом.
Так как монтанисты оставляли неприкосновенными основные христианские догматы и восставали против Церкви только в отношении дисциплины и нравов, заявляя себя здесь крайними ригористами, — то многие важные предстоятели церковные (Ириней Лионский, Елевферий Римский) смотрели сначала на это движение снисходительно; более строго отнёсся к нему папа Виктор, а впоследствии монтанова, или катафригийская, ересь была окончательно осуждена Первым вселенским собором в Никее (325). Известно сочинение против монтанистов, написанное около 212 года Аполлонием Эфесским.
Осужденный Церковью, монтанизм в III веке сохранял влияние в Африке, где его крупным представителем был Тертуллиан. Гроб Монтана и его пророчиц в городе Пепуза был уничтожен миафизитским епископом Иоанном Эфесским в VI веке. При возглавляемом им гонении императора Юстиниана I последние монтанисты заперлись в своих деревянных церквах и сожгли себя.
Немало течений в истории повторяют основную специфику монтанистского раскола, напр. Присциллиан Авилский, Иоаким Флорский и духовные францисканцы, шейкеры, ранние квакеры, ранние методисты, французские гугеноты (камисарды), многие старообрядцы, современные пятидесятники, харизматы, болгарские добросамаряне и др.